# Кутана (Сунтарский улус)
Кутана́ (якут. Кутана) — село в Сунтарском улусе Республики Саха (Якутия) России. Административный центр Кутанинского наслега.

## География
Село находится в юго-западной части Якутии, в правобережной части долины реки Вилюй, на восточном берегу озера Кутана, на правом берегу реки Сасар-Юрях, на расстоянии примерно 60 км (по прямой) к северо-северо-западу (NNW) от села Сунтар, административного центра улуса. Абсолютная высота — 129 м над уровнем моря.
Климат
Климат характеризуется как резко континентальный. Средняя температура воздуха самого тёплого месяца (июля) составляет 17-18 °C; самого холодного (января) — −34 − −50 °C. Среднегодовое количество атмосферных осадков составляет 250—300 мм.
Часовой пояс
Село Кутана находится в часовой зоне МСК+6. Смещение применяемого времени относительно UTC составляет +9:00.

## Население
| 2002 | 2010  | 2021 |
| ---- | ----- | ---- |
| 939  | ↗1002 | ↘721 |

Половой состав
По данным Всероссийской переписи населения 2010 года, в гендерной структуре населения мужчины составляли 49,4 %, женщины — соответственно 50,6 %.
Национальный состав
Согласно результатам переписи 2002 года, в национальной структуре населения якуты составляли 98 % из 939 чел.

## Улицы
| - ул. Альберта Вилюйского, - пер. Безымянный, - ул. Вилюйская, - ул. Владимира Крыжановского, - ул. Георгия Архангельского, | - пер. Д.Г. Андреева, - ул. Кюндэ, - ул. Мичурина, - ул. Мочуусун, - ул. Николая Иванова, | - ул. Новая, - ул. Октябрьская, - ул. Советская, - ул. Ханалас. |